# You Won't Go Before You're Supposed To
You Won't Go Before You're Supposed To è il terzo album in studio del gruppo musicale statunitense Knocked Loose, pubblicato nel 2024.

## Tracce
1. Thirst – 1:46
2. Piece by Piece – 2:51
3. Suffocate (featuring Poppy) – 2:44
4. Don't Reach for Me – 3:45
5. Moss Covers All – 0:46
6. Take Me Home – 2:15
7. Slaughterhouse 2 (featuring Chris Motionless) – 3:03
8. The Calm That Keeps You Awake – 2:41
9. Blinding Faith – 2:51
10. Sit & Mourn – 4:46

## Formazione
- Bryan Garris – voce
- Isaac Hale – chitarra, voce
- Nicko Calderon – chitarra, cori
- Kevin Otten – basso
- Kevin "Pacsun" Kaine – batteria